# Переулок Декабристов (Санкт-Петербург)
Переу́лок Декабри́стов — переулок в Василеостровском районе Санкт-Петербурга. Проходит от набережной реки Смоленки до Уральской улицы.

## История
Первоначальное название Голодайский переулок (от реки Смоленки, до улицы Одоевского) получил в 1836 году по острову Голодай (ныне остров Декабристов), на котором находился проезд. Параллельно с 1877 года носил название Голодаевский переулок. В 1870-е годы продлён от улицы Одоевского до реки Малой Невы.
Современное название переулок Декабристов получил в 1936 году в связи с переименованием острова Голодай в остров Декабристов.

## Достопримечательности
- Смоленское лютеранское кладбище (в начале переулка, по нечётной стороне)
- Смоленское армянское кладбище (в начале переулка, по чётной стороне)
- Дом № 1 — пожарная часть № 36. Построена на участке Смоленского лютеранского кладбища, отчуждённом в 1985 году[2].
- Дом № 5 (Железноводская улица, д. № 17) — трёхэтажный дом из красного кирпича. В этом доме в 1906-1907 годах снимал комнату М. И. Калинин. У него проводились нелегальные партийные собрания рабочих находящегося неподалёку Трубочного завода[3].
- Дом № 7 (несколько корпусов) — комплекс построек бывшего Кожевенного завода товарищества «И. А. Осипов и К°». В декабре 2024 года комплекс получил статус объекта культурного наследия регионального значения[4].
- Дома № 12 и 14 — жилые дома, построенные архитектором Ф. И. Лидвалем в рамках проекта «Новый Петербург» в 1912-1914 годах.  памятник архитектуры (вновь выявленный объект)[5]
- Дом № 16 — Институт Наук о Земле СПБГУ.
- Школа № 18 (адрес по проспекту КИМа — дом № 11б)